# Người Amis
Người Amis (chữ Hán: 阿美族; bính âm: Amei-zu, người A Mỹ), còn gọi là Amis hoặc Pangcah, là sắc tộc người bản địa ở Đài Loan. Họ nói tiếng Amis thuộc ngữ hệ Nam Đảo (Austronesia).
Người Amis là một trong 16 dân tộc thiểu số Đài Loan được Chính phủ Trung Hoa Dân Quốc chính thức công nhận. Lãnh thổ truyền thống của người Amis bao gồm các thung lũng hẹp và dài giữa dãy núi miền trung và dãy núi ven biển (Thung lũng Hoa Đông), và đồng bằng ven biển phía đông dãy núi ven biển và bán đảo Hằng Xuân. Năm 2014 người Amis có 200.604 người, chiếm khoảng 37,1% tổng dân số dân tộc ở Đài Loan, và là nhóm lớn nhất. Người Amis chủ yếu là ngư dân do vị trí ven biển của họ .
Người Amis là những người theo truyền thống mẫu hệ. Làng Amis truyền thống là tương đối lớn trong các nhóm bản địa, thông thường từ 500 đến 1.000 người. Hiện nay ở Đài Loan người Amis cũng chiếm đa số trong các "dân tộc thiểu số đô thị" và đã phát triển nhiều "bộ lạc đô thị" xung quanh đảo. Trong những thập kỷ gần đây, người Amis cũng đã kết hôn với người từ các dân tộc khác.

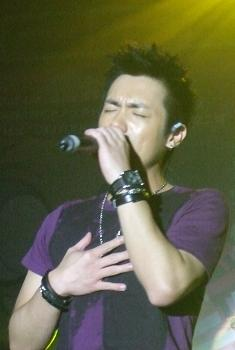
Van Fan
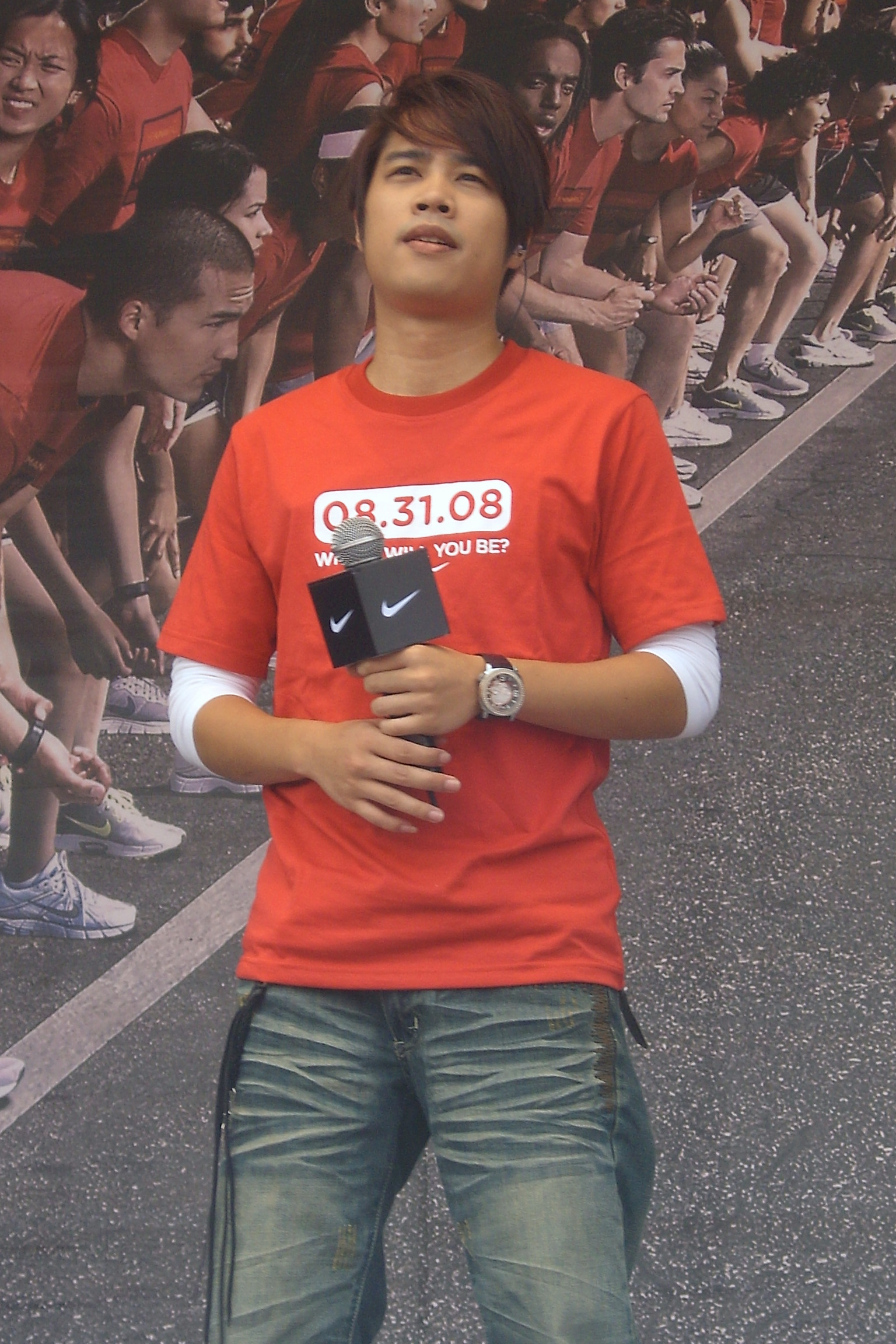
Ca sĩ Tank
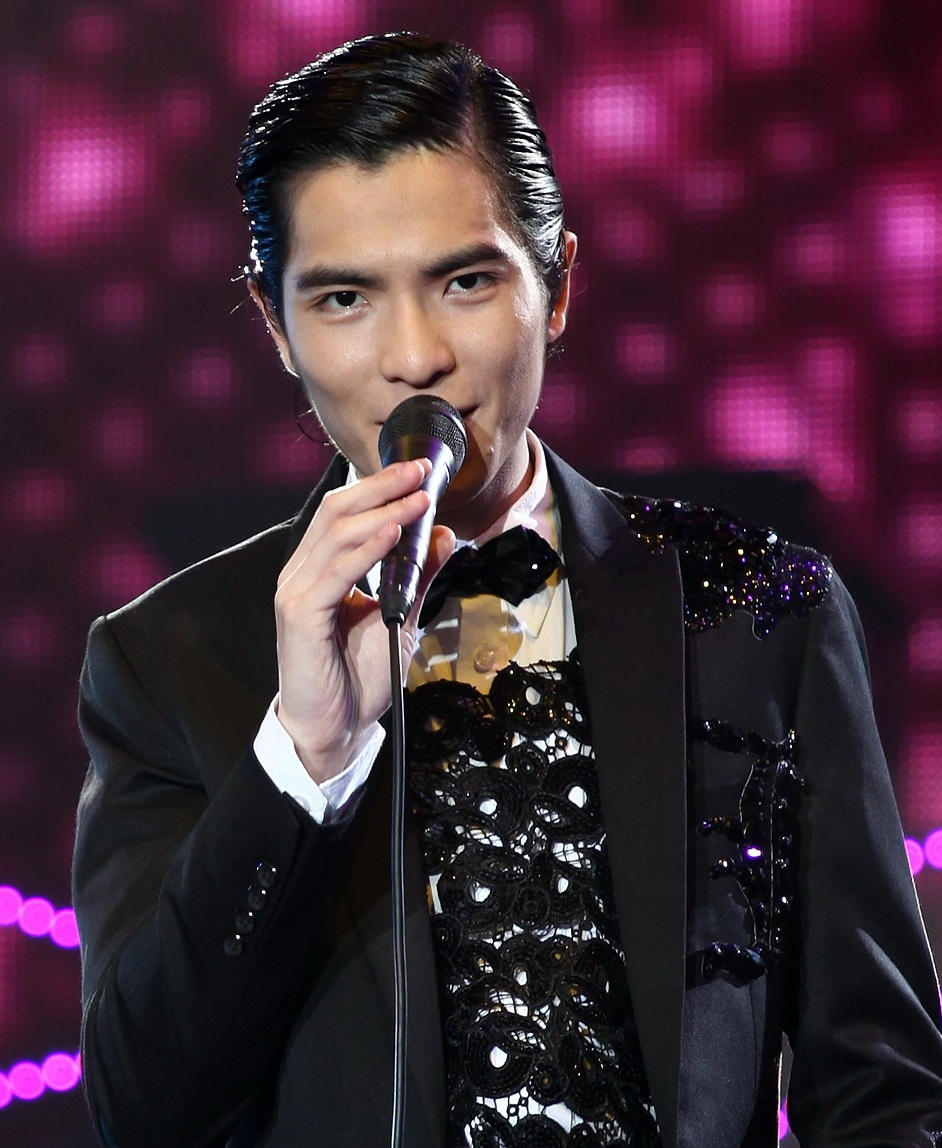
Jam Hsiao
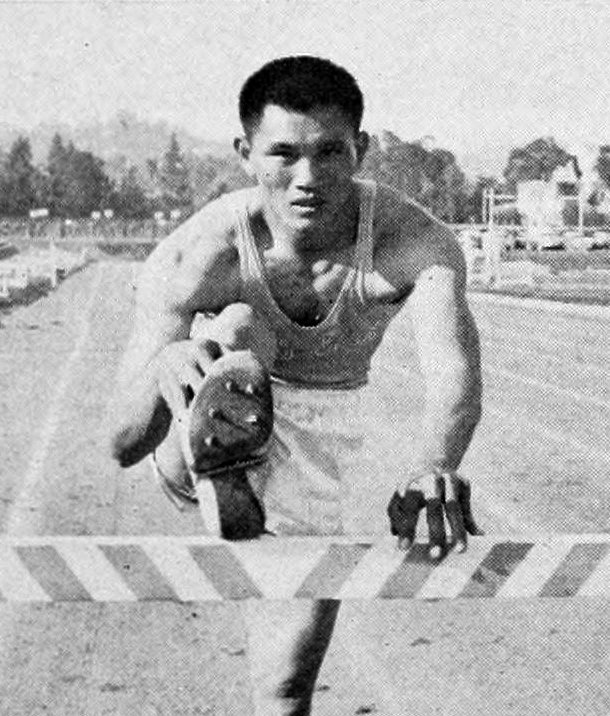
Yang Chuan-kwang
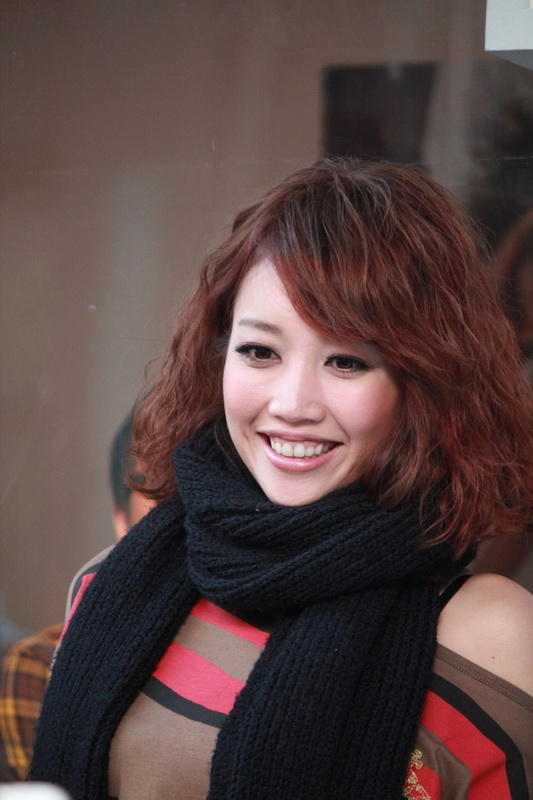
A-Lin
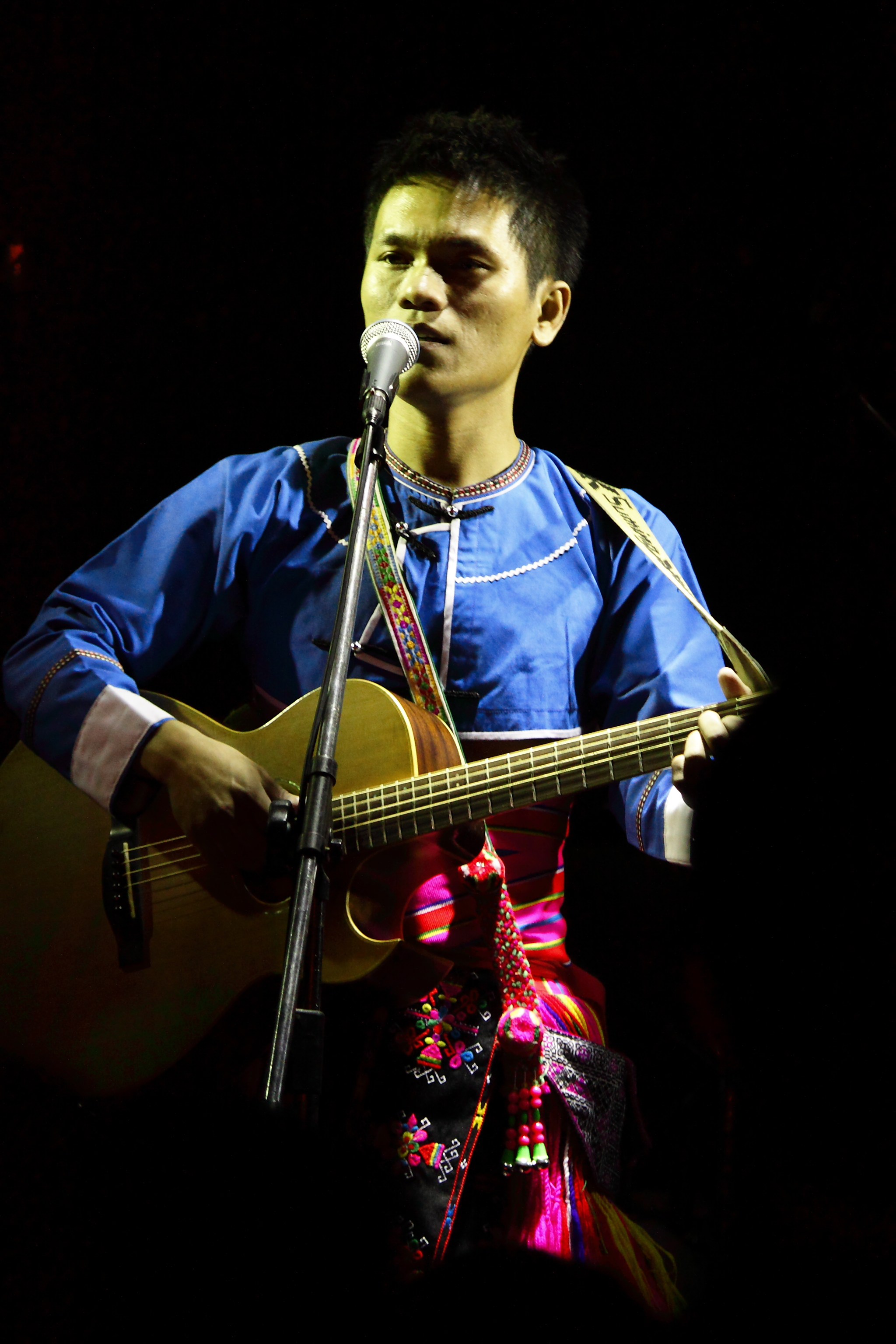
Suming
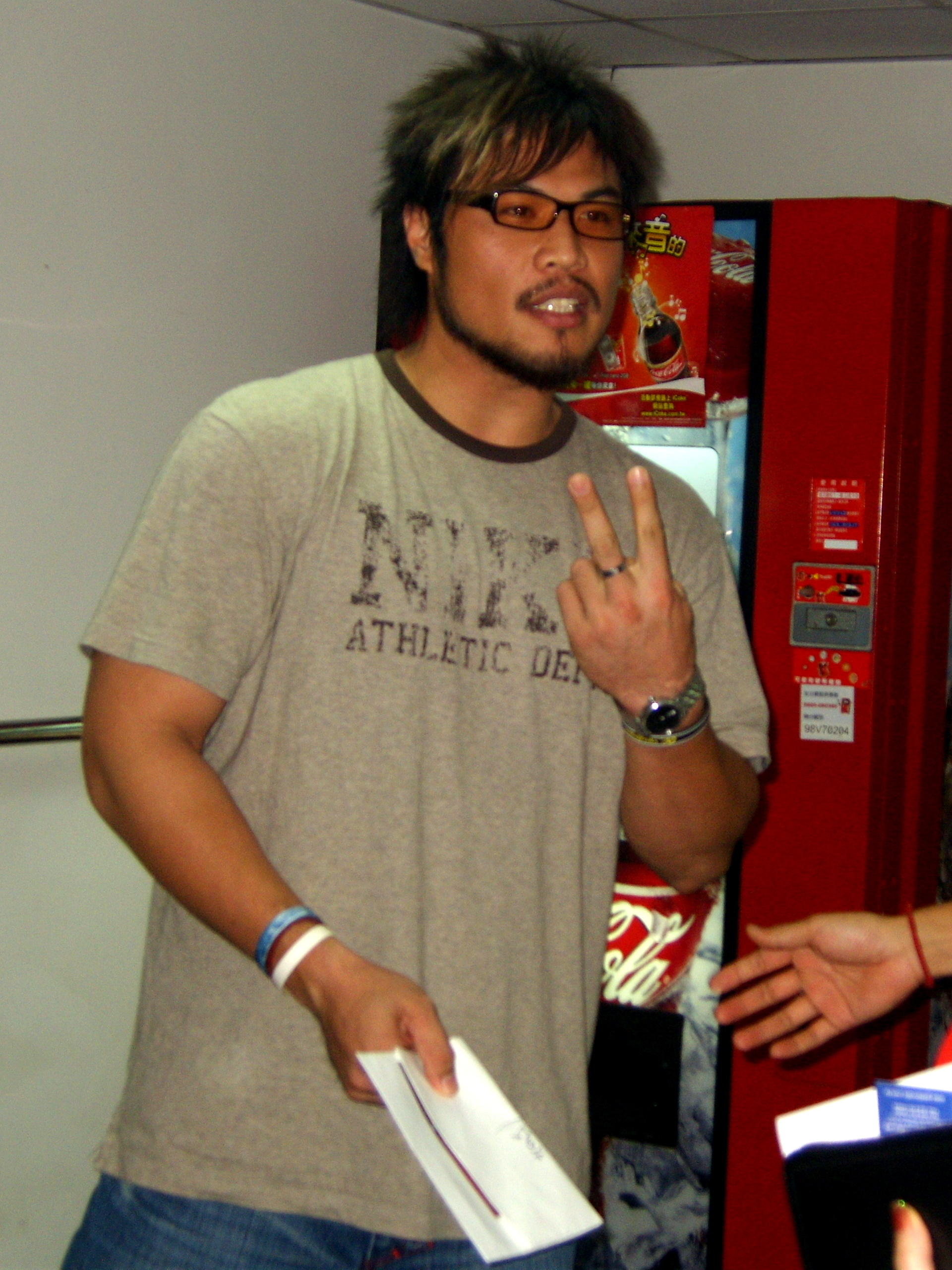
Chen Chih-yuan
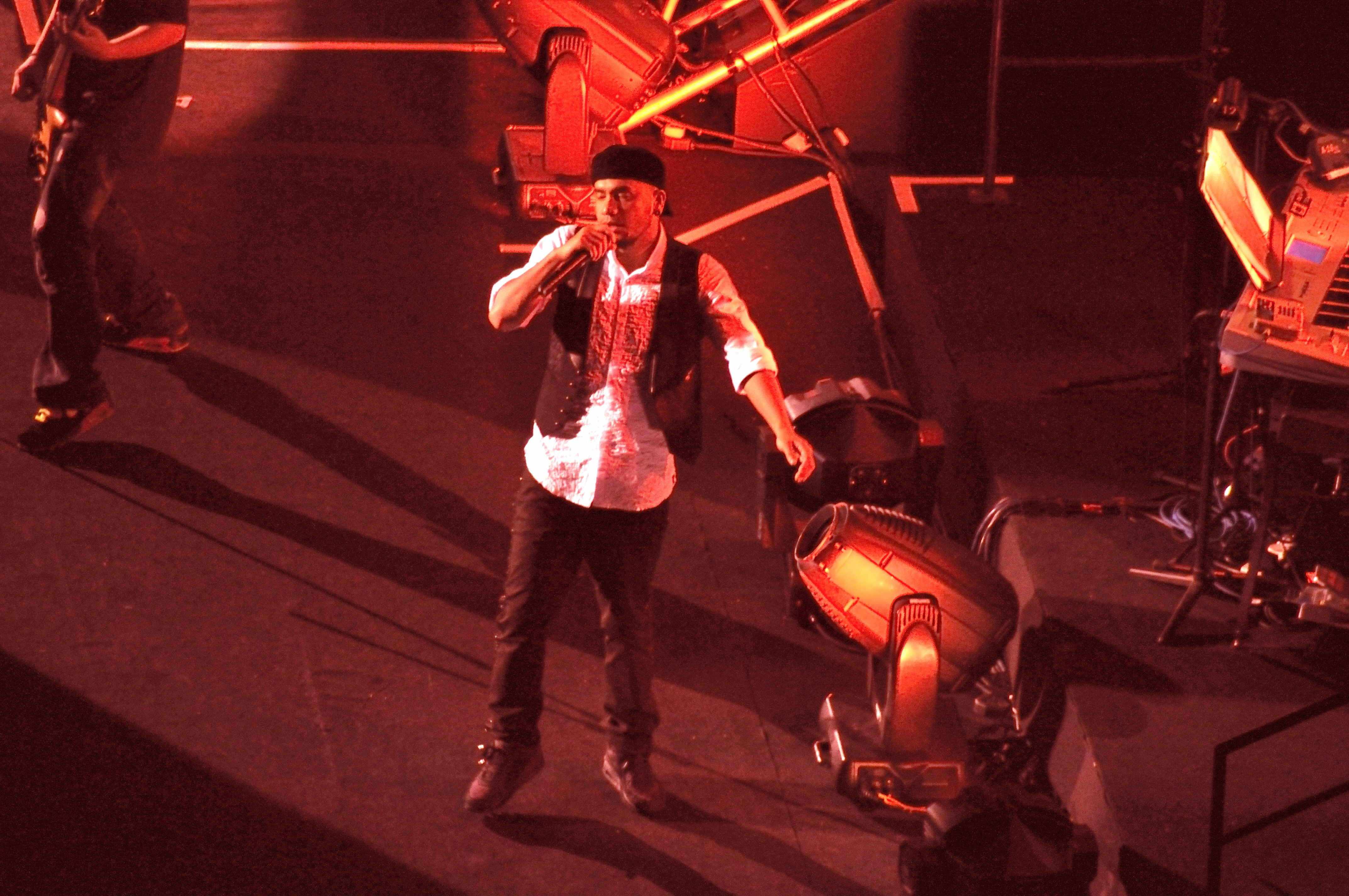
Chang Chen-yue